# Superstar (film, 1999)
Pour les articles homonymes, voir Superstar (film, 2012).
Pour plus de détails, voir Fiche technique et Distribution.
Superstar est un film américain réalisé par Bruce McCulloch et sorti en 1999.

## Synopsis
Mary Katherine Gallager, une étudiante, rêve de cinema, d'Hollywood et de baisers passionnés. Elle participe à un concours pour pouvoir être figurante dans un film.

## Fiche technique
- Titre : Superstar
- Réalisation : Bruce McCulloch
- Scénario : Steve Koren (en), d'après les personnages créés par Molly Shannon
- Musique : Michael Gore
- Image : Walt Lloyd
- Montage : Malcolm Campbell
- Société de production : SNL Studios
- Société de distribution : Paramount Pictures
- Distribution des rôles : Phyllis Huffman (en)
- Création des décors : Gregory P. Keen
- Direction artistique : Peter Grundy
- Décorateur de plateau : Doug McCullough (en)
- Création des costumes : Eydi Caines-Floyd
- Directeur de production : David Rider
- Pays de production :  États-Unis
- Langue : Anglais
- Durée : 81 minutes
- Genre : Comédie
- Dates de sortie : 
  - États-Unis : 8 octobre 1999
  - France : 2 août 2000

## Distribution
- Molly Shannon : Mary Katherine Gallagher
- Will Ferrell : Sky Corrigan / Jesus
- Elaine Hendrix : Evian Graham
- Harland Williams : Eric Slater
- Mark McKinney : Père Tylenol Ritley
- Glynis Johns : Grandma Gallagher
- Jason Blicker : Howard
- Gerry Bamman : Père John Insomnic
- Emmy Laybourne : Helen
- Jennifer Irwin (en) : Maria
- Rob Stefaniuk (en) : Thomas Smith
- Natalie Radford (en) : Autumn Winters
- Karyn Dwyer : Summer Falls
- Tom Green : Dylan
- Chuck Campbell (en) : Owen